# L'amour n'est pas aveugle
Pour plus de détails, voir Fiche technique et Distribution.
L'amour n'est pas aveugle (en chinois : 失恋33天 ; en anglais : Love Is Not Blind) est une comédie romantique chinoise de Teng Huatao, sortie en 2011. Le film est une adaptation d'un roman en ligne de Bao Jingjing. Vu la popularité du roman, Teng a décidé d'en faire une adaptation cinématographique.
Le film a été présenté en France au deuxième festival du cinéma chinois du 14 mai au 12 juin 2012.

## Synopsis
Le personnage principal, Huang Xiaoxian, est une femme de 27 ans qui rêve de se marier avec son petit ami qui vit avec elle depuis 7 ans. Malheureusement, Huang Xiaoxian découvre qu'il sort avec sa meilleure amie et c'est la rupture. Après cette rupture, Xiaoxian commence à tenir un journal intime, où elle note son quotidien. Son collègue, Wang Xiaojian la soutient… Au 33e jour après sa rupture, Huang Xiaoxian découvre enfin « l'homme de sa vie ».

## Distribution
- Bai Baihe : Huang Xiaoxian
- Wen Zhang : Wang Xiaojian (Wang Yiyang)
- Zhang Jiayi : Da Laowang
- Guo Jingfei : Lu Ran
- Wang Yaoqing : Wei Yiran
- Zhang Zixuan : Li Ke
- Cao Cuifen : tante Zhang
- Wei Zongwan : oncle Chen
- Hai Qing : tante Zhang (jeune)
- Liao Fan : oncle Chen (jeune)
- Li Nian : professeur de violoncelle
- Jiao Junyan : Feng Jiaqi